# Мінтія
Мінтія (рум. Mintia) — село у повіті Хунедоара в Румунії. Входить до складу комуни Вецел.
Село розташоване на відстані 303 км на північний захід від Бухареста, 7 км на північний захід від Деви, 111 км на південний захід від Клуж-Напоки, 126 км на схід від Тімішоари.

## Населення
За даними перепису населення 2002 року у селі проживали 948 осіб.
Національний склад населення села:
| Національність | Кількість осіб | Відсоток |
| -------------- | -------------- | -------- |
| румуни         | 773            | 81,5%    |
| угорці         | 91             | 9,6%     |
| цигани         | 82             | 8,6%     |

Рідною мовою назвали:
| Мова      | Кількість осіб | Відсоток |
| --------- | -------------- | -------- |
| румунська | 846            | 89,2%    |
| угорська  | 73             | 7,7%     |
| циганська | 27             | 2,8%     |